# Geraldo Babão
Geraldo Soares de Carvalho, mais conhecido como Geraldo Babão (Rio de Janeiro, 20 de julho de 1926) foi um compositor de samba, instrumentista e flautista, um dos compositores pioneiros do Morro do Salgueiro. 
O samba-enredo de sua autoria Chico Rei, pelo  Acadêmicos do Salgueiro, em parceria com Djalma Sabiá, foi considerado por Martinho da Vila o melhor samba-enredo de toda história.  Também foi autor do samba "História do carnaval carioca", campeão do Salgueiro do Carnaval do Rio de Janeiro de 1965, em parceria com Valdelino Rosa.  